# Giải vô địch bóng đá nữ Đông Nam Á 2004
Giải vô địch bóng đá nữ Đông Nam Á 2004 (AFF Women's Championship 2004) là giải bóng đá giữa các đội tuyển bóng đá nữ các quốc gia Đông Nam Á do Liên đoàn bóng đá Đông Nam Á tổ chức tại Trung tâm Thể thao Thành Long, Thành phố Hồ Chí Minh, Việt Nam từ ngày 30 tháng 9 đến ngày 9 tháng 10 năm 2004.
Tám đội tuyển gồm 7 đội Đông Nam Á (Indonesia, Myanmar, Philippines, Singapore, Thái Lan (U19) và hai đội Việt Nam tạm gọi là Việt Nam và Việt Nam B) và một đội mời (Maldives).

## Vòng bảng
Tám đội chia thành hai bảng đá vòng tròn một lượt chọn hai đội đầu mỗi bảng vào tiếp vòng trong.
|  | Đội bóng đi tiếp vào vòng trong | Đội bóng bị loại ở vòng bảng |

### Bảng A
| Đội           | Tr | T | H | B | BT | BB | HS  | Đ |
| ------------- | -- | - | - | - | -- | -- | --- | - |
| Myanmar       | 3  | 2 | 1 | 0 | 19 | 1  | +18 | 7 |
| Việt Nam      | 3  | 1 | 2 | 0 | 15 | 1  | +14 | 5 |
| U-20 Thái Lan | 3  | 1 | 1 | 1 | 12 | 1  | +11 | 4 |
| Maldives      | 3  | 0 | 0 | 3 | 0  | 43 | −43 | 0 |

| Myanmar | 17–0     | Maldives |
| --- | -------- | -------- |
| Malar Win 4', 7', 18', 51', 56' · Thet Thet Win 6' · Aye Nander 16', 43' · Tha Than 21', 61' · Zin Min War 32', 33', 42' · Thi Da Oo 64' · Khin Kyew 84', 90' | Chi tiết |          |

| Việt Nam | 0–0      | U20 Thái lan |
| -------- | -------- | ------------ |
|          | Chi tiết |              |

| Myanmar         | 1–0      | U20 Thái Lan |
| --------------- | -------- | ------------ |
| Zin Mar Wann 4' | Chi tiết |              |

| Việt Nam | 14–0     | Maldives |
| --- | -------- | -------- |
| Vũ Thị Ánh 4' · Nguyễn Thị Diệu Huyền 19', 30', 35', 38', 46', 61' · Võ Thị Thu Hà 29', 39' · Nguyễn Thị Hiền 58', 67' · Lê Thị Oanh 70', 80', 85' | Chi tiết |          |

| U20 Thái lan | 12–0     | Maldives |
| --- | -------- | -------- |
| Thiangtham 9' · Suphadon 30' · Saranya Kaewka 31', 38' · Hathairat 34' · Areesha 51' (l.n.) · Orathai 51', 81' · Anoothasara 65' · Pavinee 79' · Duangnapa 88' · Suchada 89' | Chi tiết |          |

| Việt Nam        | 1–1      | Myanmar       |
| --------------- | -------- | ------------- |
| Lê Thị Hiền 20' | Chi tiết | Malar Win 43' |

### Bảng B
| Đội         | Tr | T | H | B | BT | BB | HS  | Đ |
| ----------- | -- | - | - | - | -- | -- | --- | - |
| Việt Nam B  | 3  | 3 | 0 | 0 | 12 | 0  | +12 | 9 |
| Indonesia   | 3  | 1 | 0 | 2 | 1  | 2  | −1  | 3 |
| Philippines | 3  | 1 | 0 | 2 | 2  | 7  | −5  | 3 |
| Singapore   | 3  | 1 | 0 | 2 | 2  | 8  | −6  | 3 |

| Indonesia     | 1–0      | Philippines |
| ------------- | -------- | ----------- |
| Yuniggishi 8' | Chi tiết |             |

| Việt Nam B | 6–0      | Singapore |
| --- | -------- | --------- |
| Đoàn Thị Kim Chi 34' · Trần Thị Kim Hồng 40' · Bùi Thị Tuyết Mai 58' · Văn Thị Thanh 65' (ph.đ.), 72' · Vũ Thị Lành 80' | Chi tiết |           |

| Việt Nam B      | 1–0      | Indonesia |
| --------------- | -------- | --------- |
| Vũ Thị Lành 41' | Chi tiết |           |

| Philippines               | 2–1      | Singapore       |
| ------------------------- | -------- | --------------- |
| Lazaro 5' · Agravante 46' | Chi tiết | Azreen Ma'at 6' |

| Singapore  | 1–0      | Indonesia |
| ---------- | -------- | --------- |
| Lim S. 74' | Chi tiết |           |

| Việt Nam B                                                                         | 5–0      | Philippines |
| ---------------------------------------------------------------------------------- | -------- | ----------- |
| Đỗ Hồng Tiến 17', 89' · Văn Thị Thanh 20' · Đoàn Thị Kim Chi 25' · Lưu Ngọc Mai ?' | Chi tiết |             |

## Vòng đấu loại trực tiếp

### Tóm tắt
|  | Bán kết    | Bán kết    |               |       | Chung kết | Chung kết |
|  |            |            |               |       |           |           |
|  | 7 tháng 10 |            |               |       |           |           |
|  |            |            |               |       |           |           |
|  | Myanmar    | 7          |               |       |           |           |
|  | Myanmar    | 7          | 9 tháng 10    |       |           |           |
|  | Indonesia  | 0          |               |       |           |           |
|  | Indonesia  | 0          | Myanmar       | 2 (4) |           |           |
|  | 7 tháng 10 |            | Myanmar       | 2 (4) |           |           |
|  |            | Việt Nam B | 2 (2)         |       |           |           |
|  | Việt Nam   | Việt Nam B | 2 (2)         | 0     |           |           |
|  | Việt Nam   |            |               | 0     |           |           |
|  | Việt Nam B | 2          |               |       |           |           |
|  | Việt Nam B | 2          | Tranh hạng ba |       |           |           |
|  |            |            |               |       |           |           |
|  | 9 tháng 10 |            |               |       |           |           |
|  |            |            |               |       |           |           |
|  | Việt Nam   | 4          |               |       |           |           |
|  | Việt Nam   | 4          |               |       |           |           |
|  | Indonesia  | 1          |               |       |           |           |

### Bán kết
| Myanmar | 7–0      | Indonesia |
| --- | -------- | --------- |
| Aye Nander 21' · Than Than Htwe 23' · Nhin Si Myint 25', 38' · Malar Win 30' · Khin Htwe 50' · San San Waw 87' | Chi tiết |           |

| Việt Nam B           | 2–0      | Việt Nam |
| -------------------- | -------- | -------- |
| Đỗ Hồng Tiến ?', 63' | Chi tiết |          |

### Tranh hạng ba
| Việt Nam                                   | 4–1      | Indonesia |
| ------------------------------------------ | -------- | --------- |
| Lê Thị Hiền 10', 55', 81' · Từ Thị Phụ 83' | Chi tiết | Cindy 30' |

### Chung kết
| Việt Nam B                                             | 2–2 (s.h.p.) | Myanmar                            |
| ------------------------------------------------------ | ------------ | ---------------------------------- |
| Văn Thị Thanh 7' · Bùi Thị Tuyết Mai 110'              | Chi tiết     | Malar Win 24' · Thet Thet Win 115' |
| Loạt sút luân lưu                                      |              |                                    |
| Aye Nander · Moe Moe War · Thet Thet Win · San San Waw | 2–4          | Nguyễn Thi · Văn Thị Thanh · ? · ? |

## Đội vô địch
| Vô địch giải bóng đá nữ Đông Nam Á 2004 |
| --------------------------------------- |
| · Myanmar · Lần đầu                     |